# Monroe City (Indiana)
Monroe City – miasto w Stanach Zjednoczonych, w stanie Indiana, w hrabstwie Knox.